# Naito Ehara
Pour les articles homonymes, voir Ehara.
Naito Ehara (né le 30 juillet 1993 à Kōfu) est un nageur japonais. Il remporte la médaille de bronze du relais 4 × 200 mètres nage libre aux Jeux olympiques d'été de 2016 à Rio de Janeiro avec Kōsuke Hagino, Yuki Kobori et Takeshi Matsuda.